# Bahía Courcelle Seneuil
Bahía Courcelle Seneuil está situada en la costa este de isla Hoste en la región austral de Chile.
Administrativamente pertenece a la comuna de Cabo de Hornos en la provincia Antártica Chilena, en la Región de Magallanes y la Antártica Chilena.
Desde hace aproximadamente 6000 años sus costas fueron habitadas por el pueblo yagán o yámana. A comienzos del siglo XXI este pueblo había sido prácticamente extinguido por la acción del hombre blanco.

## Ubicación
Está ubicada en la costa este de la península Pasteur de la isla Hoste, dos millas al sur de la isla Milne Edwards. 
Su entrada se abre entre la isla Green por el norte y el cabo Wesley por el sur. Es extensa aunque poco frecuentada. Tiene 5 nmi de saco en dirección ESE-WNW por un ancho medio de 1 nmi.

## Geología y orografía
Su costa está rodeada de montañas nevadas cuyas faldas están cubiertas de bosques de coigues y roble regional. En su ribera se presenta la tundra magallánica y los arbustales magallánicos.

## Climatología
Su clima es marítimo con temperaturas parejas durante todo el año. El viento predominante es del oeste. El mal tiempo es permanente.

## Fauna
Se ven albatros, gaviotas australes, patos a vapor lobos marinos. En el sector pesquero destaca la existencia de la centolla y el centollón.

## Historia
Sus costas fueron recorridas por los yámanas desde hace más de 6000 años hasta mediados del siglo XX. A comienzos del siglo XXI este pueblo había sido prácticamente extinguido por la acción del hombre blanco.
A fines del siglo XVIII, a partir del año 1788 comenzaron a llegar a la zona los balleneros, los loberos y cazadores de focas ingleses y estadounidenses y finalmente los chilotes.
Las siguientes expediciones efectuaron trabajos hidrográficos en el sector de bahía Courcelle Seneuil:
- 1624 - Jacob l'Hermite, almirante y Hugo Shapenham, vicealmirante, estuvieron un mes con once naves holandesas.
- 1769 - Teniente James Cook con el HMB Endeavour desde bahía Buen Suceso. Tránsito de Venus. Expedición inglesa.
- 1789 - Alejandro Malaspina con la Descubierta y la Atrevida. Expedición española.
- 1830 - Robert Fitz Roy con el HMS Beagle. Expedición inglesa.
- 1882 - Louis-Ferdinand Martial con La Romanche. Expedición francesa.[6]